# Reykjarfjörður (Ísafjarðardjúp)
Il Reykjarfjörður (in lingua islandese: Fiordo del fumo) è un fiordo laterale che si dirama dall'ampio Ísafjarðardjúp, nella regione dei Vestfirðir, i fiordi occidentali dell'Islanda.

## Descrizione
Il Reykjarfjörður è una delle numerose diramazioni del grande fiordo Ísafjarðardjúp; è situato a est del Mjóifjörður e a ovest dell'Ísafjörður.
Per passare sull'altra sponda del fiordo occorre attraversare un ponte lungo 60 metri. Prima della costruzione del ponte, il fiordo doveva essere aggirato sul lato ovest. Ad est del fiordo c'è un hotel sul promontorio di Reykjanes.

## Denominazione
Il nome Reykjarfjörður (fiordo del fumo) è abbastanza comune in Islanda e si riferisce al fumo, cioè il vapore emesso dalle sorgenti termali, che si condensa subito a contatto con l'atmosfera fredda e dà l'impressione di una zona avvolta dal fumo.
Altri fiordi con questo nome sono Reykjarfjörður á Ströndum e Reykjarfjörður (Arnarfjörður), nell'Arnarfjörður. Tutti e quattro sono situati nei Vestfirðir, i fiordi occidentali dell'Islanda.

## Accessibilità
Dal 2008 la strada S61 Djúpvegur corre al di sopra di una diga costruita all'ingresso del fiordo.